# Danh sách đĩa đơn quán quân Hot 100 năm 2017 (Mỹ)
Billboard Hot 100 là bảng xếp hạng các đĩa đơn bán chạy nhất trong một tuần tại thị trường âm nhạc Hoa Kỳ. Các số liệu cho việc xếp hạng được công bố bởi tạp chí Billboard và tổng hợp bởi Nielsen SoundScan, dựa trên doanh số tiêu thụ đĩa CD, tải nhạc kỹ thuật số, tần suất phát trên sóng phát thanh cũng như streaming.

## Lịch sử bảng xếp hạng
| Đĩa đơn có thành tích xuất sắc nhất năm 2017 | Chỉ đĩa đơn có thành tích xuất sắc nhất năm 2017 |

| TT   | Ấn bản ngày | Bài hát                    | Nghệ sĩ                                                                    | Ct.             |
| ---- | ----------- | -------------------------- | -------------------------------------------------------------------------- | --------------- |
| 1059 | 7 tháng 1   | "Starboy"                  | The Weeknd hợp tác với Daft Punk                                           | [ 2 ] [ 3 ]     |
| lại  | 14 tháng 1  | "Black Beatles"            | Rae Sremmurd hợp tác với Gucci Mane                                        | [ 4 ] [ 5 ]     |
| 1060 | 21 tháng 1  | "Bad and Boujee"           | Migos hợp tác với Lil Uzi Vert                                             | [ 6 ] [ 7 ]     |
| 1061 | 28 tháng 1  | "Shape of You"             | Ed Sheeran                                                                 | [ 8 ] [ 9 ]     |
| lại  | 4 tháng 2   | "Bad and Boujee"           | Migos hợp tác với Lil Uzi Vert                                             | [ 10 ] [ 11 ]   |
| lại  | 11 tháng 2  | "Bad and Boujee"           | Migos hợp tác với Lil Uzi Vert                                             | [ 12 ] [ 13 ]   |
| lại  | 18 tháng 2  | "Shape of You"             | Ed Sheeran                                                                 | [ 14 ] [ 15 ]   |
| lại  | 25 tháng 2  | "Shape of You"             | Ed Sheeran                                                                 | [ 16 ] [ 17 ]   |
| lại  | 4 tháng 3   | "Shape of You"             | Ed Sheeran                                                                 | [ 18 ] [ 19 ]   |
| lại  | 11 tháng 3  | "Shape of You"             | Ed Sheeran                                                                 | [ 20 ] [ 21 ]   |
| lại  | 18 tháng 3  | "Shape of You"             | Ed Sheeran                                                                 | [ 22 ] [ 23 ]   |
| lại  | 25 tháng 3  | "Shape of You"             | Ed Sheeran                                                                 | [ 24 ] [ 25 ]   |
| lại  | 1 tháng 4   | "Shape of You"             | Ed Sheeran                                                                 | [ 26 ] [ 27 ]   |
| lại  | 8 tháng 4   | "Shape of You"             | Ed Sheeran                                                                 | [ 28 ] [ 29 ]   |
| lại  | 15 tháng 4  | "Shape of You"             | Ed Sheeran                                                                 | [ 30 ] [ 31 ]   |
| lại  | 22 tháng 4  | "Shape of You"             | Ed Sheeran                                                                 | [ 32 ] [ 33 ]   |
| lại  | 29 tháng 4  | "Shape of You"             | Ed Sheeran                                                                 | [ 34 ] [ 35 ]   |
| 1062 | 6 tháng 5   | "Humble"                   | Kendrick Lamar                                                             | [ 36 ] [ 37 ]   |
| 1063 | 13 tháng 5  | "That's What I Like"       | Bruno Mars                                                                 | [ 38 ] [ 39 ]   |
| 1064 | 20 tháng 5  | "I'm the One"              | DJ Khaled hợp tác với Justin Bieber, Quavo, Chance the Rapper và Lil Wayne | [ 40 ] [ 41 ]   |
| 1065 | 27 tháng 5  | "Despacito"                | Luis Fonsi và Daddy Yankee hợp tác với Justin Bieber                       | [ 42 ] [ 43 ]   |
| 1065 | 3 tháng 6   | "Despacito"                | Luis Fonsi và Daddy Yankee hợp tác với Justin Bieber                       | [ 44 ] [ 45 ]   |
| 1065 | 10 tháng 6  | "Despacito"                | Luis Fonsi và Daddy Yankee hợp tác với Justin Bieber                       | [ 46 ] [ 47 ]   |
| 1065 | 17 tháng 6  | "Despacito"                | Luis Fonsi và Daddy Yankee hợp tác với Justin Bieber                       | [ 48 ] [ 49 ]   |
| 1065 | 24 tháng 6  | "Despacito"                | Luis Fonsi và Daddy Yankee hợp tác với Justin Bieber                       | [ 50 ] [ 51 ]   |
| 1065 | 1 tháng 7   | "Despacito"                | Luis Fonsi và Daddy Yankee hợp tác với Justin Bieber                       | [ 52 ] [ 53 ]   |
| 1065 | 8 tháng 7   | "Despacito"                | Luis Fonsi và Daddy Yankee hợp tác với Justin Bieber                       | [ 54 ] [ 55 ]   |
| 1065 | 15 tháng 7  | "Despacito"                | Luis Fonsi và Daddy Yankee hợp tác với Justin Bieber                       | [ 56 ] [ 57 ]   |
| 1065 | 22 tháng 7  | "Despacito"                | Luis Fonsi và Daddy Yankee hợp tác với Justin Bieber                       | [ 58 ] [ 59 ]   |
| 1065 | 29 tháng 7  | "Despacito"                | Luis Fonsi và Daddy Yankee hợp tác với Justin Bieber                       | [ 60 ] [ 61 ]   |
| 1065 | 5 tháng 8   | "Despacito"                | Luis Fonsi và Daddy Yankee hợp tác với Justin Bieber                       | [ 62 ] [ 63 ]   |
| 1065 | 12 tháng 8  | "Despacito"                | Luis Fonsi và Daddy Yankee hợp tác với Justin Bieber                       | [ 64 ] [ 65 ]   |
| 1065 | 19 tháng 8  | "Despacito"                | Luis Fonsi và Daddy Yankee hợp tác với Justin Bieber                       | [ 66 ] [ 67 ]   |
| 1065 | 26 tháng 8  | "Despacito"                | Luis Fonsi và Daddy Yankee hợp tác với Justin Bieber                       | [ 68 ] [ 69 ]   |
| 1065 | 2 tháng 9   | "Despacito"                | Luis Fonsi và Daddy Yankee hợp tác với Justin Bieber                       | [ 70 ] [ 71 ]   |
| 1065 | 9 tháng 9   | "Despacito"                | Luis Fonsi và Daddy Yankee hợp tác với Justin Bieber                       | [ 72 ] [ 73 ]   |
| 1066 | 16 tháng 9  | "Look What You Made Me Do" | Taylor Swift                                                               | [ 74 ] [ 75 ]   |
| 1066 | 23 tháng 9  | "Look What You Made Me Do" | Taylor Swift                                                               | [ 76 ] [ 77 ]   |
| 1066 | 30 tháng 9  | "Look What You Made Me Do" | Taylor Swift                                                               | [ 78 ] [ 79 ]   |
| 1067 | 7 tháng 10  | "Bodak Yellow"             | Cardi B                                                                    | [ 80 ] [ 81 ]   |
| 1067 | 14 tháng 10 | "Bodak Yellow"             | Cardi B                                                                    | [ 82 ] [ 83 ]   |
| 1067 | 21 tháng 10 | "Bodak Yellow"             | Cardi B                                                                    | [ 84 ] [ 85 ]   |
| 1068 | 28 tháng 10 | "Rockstar"                 | Post Malone hợp tác với 21 Savage                                          | [ 86 ] [ 87 ]   |
| 1068 | 4 tháng 11  | "Rockstar"                 | Post Malone hợp tác với 21 Savage                                          | [ 88 ] [ 89 ]   |
| 1068 | 11 tháng 11 | "Rockstar"                 | Post Malone hợp tác với 21 Savage                                          | [ 90 ] [ 91 ]   |
| 1068 | 18 tháng 11 | "Rockstar"                 | Post Malone hợp tác với 21 Savage                                          | [ 92 ] [ 93 ]   |
| 1068 | 25 tháng 11 | "Rockstar"                 | Post Malone hợp tác với 21 Savage                                          | [ 94 ] [ 95 ]   |
| 1068 | 2 tháng 12  | "Rockstar"                 | Post Malone hợp tác với 21 Savage                                          | [ 96 ] [ 97 ]   |
| 1068 | 9 tháng 12  | "Rockstar"                 | Post Malone hợp tác với 21 Savage                                          | [ 98 ] [ 99 ]   |
| 1068 | 16 tháng 12 | "Rockstar"                 | Post Malone hợp tác với 21 Savage                                          | [ 100 ] [ 101 ] |
| 1069 | 23 tháng 12 | "Perfect"                  | Ed Sheeran và Beyoncé                                                      | [ 102 ] [ 103 ] |
| 1069 | 30 tháng 12 | "Perfect"                  | Ed Sheeran và Beyoncé                                                      | [ 104 ] [ 105 ] |